# Figyelők (szervezet)

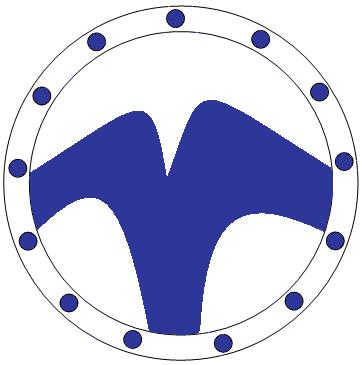
A figyelők szimbóluma

A Figyelők egy titkos szervezet a Hegylakó című sorozatban. Feladatuknak a halhatatlanok megfigyelését és minden egyes cselekedetük feljegyzését tekintik. Ha a szükség úgy hozza, még azt is meg tudják mondani, hogy például mit evett reggelire Haresh Clay 1763. július 18-án. Minden halhatatlant egy figyelő tart szemmel éjjel-nappal. A szervezetet egy akkád férfi alapította több ezer évvel Krisztus előtt, amikor látta „feltámadni” Gilgamest. Ő alkotta meg a Figyelők szabálykönyvét is, amely kimondja, hogy a Figyelők semmiképpen sem avatkozhatnak be a halhatatlanok életébe. Még az is a szabályszerűség határát súrolja, hogy a megfigyelt halhatatlan tudjon arról, hogy megfigyelik. A szervezet több ezer éves története alatt kastélyokban, kolostorokban és egyéb helyeken írták le a Figyelők krónikáikat. Az 1990-es években elkezdték felvinni az összegyűjtött információkat elektronikus adathordozókra.
A Figyelők legfeltűnőbb ismertetőjegye, hogy egy jellegzetes tetoválás van a csuklójukon. Híres figyelők többek között Joe Dawson és veje, James Horton.
Ám a Figyelők is tudják, hogy „végül csak egy maradhat”.

## Fordítás
- Ez a szócikk részben vagy egészben  a   Watcher (Highlander) című angol Wikipédia-szócikk fordításán alapul.  Az eredeti cikk szerkesztőit annak laptörténete sorolja fel. Ez a jelzés csupán a megfogalmazás eredetét és a szerzői jogokat jelzi, nem szolgál a cikkben szereplő információk forrásmegjelöléseként.